# Porochowschtschikow 2
Die Porochowschtschikow 2 (russisch Пороховщиков 2, auch Bi-Kok, Би-Кок) war ein russisches Militärflugzeug.
Diese Maschine war das erste russische Flugzeug mit doppelten Leitwerksträgern und sollte als zweisitziger Aufklärer mit Doppelsteuer fliegen. Die Konstruktion war durch mit Stahlstreifen verstärkten Flügelstreben auf eine schnelle Demontage und Verpackung in kleine Kisten hin optimiert.
Der Erstflug fand am 15. August 1914 statt und die Leistungen übertrafen trotz der geringen Motorleistung alle Erwartungen. Das Militär wünschte den Bau einer kleinen Serie unter der Bezeichnung Bi-Cocque in der Fabrik von F. F. Tereschenko. Dies lehnte der Konstrukteur Porochowschtschikow aber ab, da er die Maschine selbst und in größerer Stückzahl produzieren wollte. So kam es zu keiner Einigung. Der Prototyp wurde später noch für verschiedene Tests verwendet, u. a. erprobte man mit ihm auch ein Raupenfahrwerk.

## Technische Daten
| Kenngröße            | Daten                                                    |
| -------------------- | -------------------------------------------------------- |
| Besatzung            | 2                                                        |
| Länge                | 7,50 m                                                   |
| Spannweite           | 10,50 m                                                  |
| Flügelfläche         | 20,50 m²                                                 |
| Leermasse            | 260 kg                                                   |
| Startmasse           | 516 kg                                                   |
| Flächenbelastung     | 25,20 kp/m²                                              |
| Leistungsbelastung   | 10,30 kg/PS                                              |
| Steigzeit auf 1000 m | 5 min                                                    |
| Triebwerk            | ein luftgekühlter Umlaufmotor Gnome, 50 PS Startleistung |